# Estaciones del Sistema Integrado de Transporte Optibus
Estaciones del sistema de transporte masivo urbano que utiliza la ciudad de León, Guanajuato

## Línea 1 -San Jerónimo. Delta por Blvd. Adolfo López Mateos
| Icono | Estación              | Transbordos | Descripción |
| ----- | --------------------- | ----------- | --- |
|       | Terminal San Jerónimo |             | La estación recibe su nombre por encontrase en la Colonia San Jerónimo en la zona Norte de la ciudad. Su icono representa a San Jerónimo, Quien fue Padre y doctor de la Iglesia especialmente recordado como autor de la Vulgata, una célebre traducción al latín de las Sagradas Escrituras destinada a tener una amplísima difusión más allá incluso de la Edad Media. La Terminal San Jerónimo se encuentra en la calle Juan de Barrera. La principales vialidades que colindan con la terminal son el Blvd. Miguel Hidalgo, Blvd. Campestre y Blvd. Juan Alonso de Torres. Cuenta con servicios de Tesorería Municipal, SAPAL y Pagobús.                                                                 |
|       | Los Gómez             |             | El paradero Los Gómez, recibe su nombre al ubicarse a unos metros del cruce del Blvd. Campestre y el Malecón del Rio de los Gómez, en el norte de la ciudad El icono es un corte transversal del actual arrollo del rio de los Gómez, compuesto por las paredes del cauce y el agua que lleva el rio |
|       | Insurgentes           |             | El paradero Insurgentes recibe su nombre al encontrarse a unos metros del Blvd. Paseo de los Insurgentes, al norte de la ciudad. Su icono representa una antorcha siendo levantada, en representación al Monumento al Pípila ubicado en Guanajuato. |
|       | IMSS T-1              |             | El paradero IMSS T-1 está ubicado sobre el Bvd. López Mateos frente a las instalaciones de Unidad Médica de Alta Especialidad n.º 1 del Instituto Mexicano del Seguro Social. Su icono representa la silueta de la icónica fuente que se encuentra en la glorieta frente a la clínica, en los cruces del Paseo de los Insurgentes y el Blvd. Adolfo López Mateos. |
|       | Parque Hidalgo        |             | El paradero Parque Hidalgo está en las inmediaciones del parque de mismo nombre, en la intersección de la Av. Chapultepec y Blvd. López Mateos dentro de la colonia Obregón. El icono representa el busto de una escultura de cuerpo completo del Padre de la Patria, Don Miguel Hidalgo y Costilla. Dicha escultura se encuentra en la explanada principal de dicho parque. |
|       | Apolo                 |             | El paradero Apolo se localiza en la colonia Obregón a unos metros de la calle homónima de donde proviene su nombre. El icono de la estación representa los rayos de luz que irradian de la cabeza del dios griego Apolo los cuales simbolizan que él es el dios del sol. |
|       | Centro Histórico      |             | El paradero Centro Histórico está en las inmediaciones de la Zona Centro de la ciudad, más específicamente sobre el Blvd. Adolfo López Mateos. Su icono es una silueta de la Fuente de los Leones, uno de los monumentos más icónicos y simbólicos de León. La fuente de los leones fue colocada en la Plaza de Fundadores en 1976, año en el cual se conmemoró el cuarto centenario de la fundación de la Ciudad de León. Hecha en cantera, está coronada por una concha sostenida por cuatro leonés acostados, cada león simboliza un siglo. |
|       | Hermanos Aldama       |             | El paradero Hermanos Aldama es uno de los más importantes de toda la red debido a su localización entre las calles Hermanos Aldama y Donato Guerra sobre el Blvd. López Mateos en la Zona Centro. Concentra, junto con el paradero Expiatorio, al menos cinco transbordos a otras rutas troncales. Su nombre proviene de una de las calles entre las cuales se ubica. Su icono son las siluetas de los hermanos Juan Aldama e Ignacio Aldama, insurgentes que participaron en la Guerra de Independencia y quienes eran oriundos de esta ciudad, pues vivieron en la casa no. 122 de la actual calle Hnos. Aldama, durante su estancia Juan Aldama se casó con Josefa Marmolejo, originaria de León.          |
|       | Expiatorio            |             | El paradero Expiatorio se encuentra entre las calles Gral. Ignacio Zaragoza y el Malecón del Río de los Gómez sobre Blvd. López Mateos. Su nombre proviene por encontrarse a escasos metros del Templo Expiatorio Diocesano del Sagrado Corazón de Jesús, una iglesia de estilo gótico neoclásico y gran referente de la ciudad. Su icono representa una de las fachadas del templo tal cual se encontraba la obra en 2003, sin torres y con remates incompletos. “El Expiatorio" es un templo dedicado al Sagrado Corazón de Jesús, y uno de los iconos más reconocibles de León. Su construcción comenzó el 8 de julio de 1921 y fue concluida el 20 de marzo de 2012 con la visita del Papa Benedicto XVI. |
|       | Trigo                 |             | El paradero Trigo recibe su nombre, puesto que en la primera etapa del SIT la estación estaba ubicada sobre la Calle Trigo esq. con López Mateos. Su iconografía representa la planta de trigo, el cual es uno de los 3 granos más ampliamente producidos a nivel mundial. Con las recientes remodelaciones y reubicaciones de estaciones, actualmente la estación Trigo se localiza a una cuadra de la calle. |
|       | Zona Piel             |             | El paradero Zona Piel recibe su nombre al ubicarse en la Zona Piel de la ciudad. Su icono es una representación abstracta del logotipo de la Zona Piel, que se compone de 6 óvalos únicos a un centro por un círculo. Cada óvalo representa algún producto elaborado con la Piel, los cuales son Chamarras, Bolsas, Zapatos, Carteras, Cintos y Botas. |
|       | Central Camionera     |             | El paradero Central Camionera recibe su nombre al encontrarse a unos metros de la Estación Central de Autobuses de León. Su icono es la silueta de un autobús Foraneo. La estación central de autobuses se desarrolló a la par de la Zona Piel, y fue inaugurada en el año 1969 por el alcalde Lorenzo Rodríguez Garza, momento en que desaparecen las terminales de camiones de la zona centro y la llegada de visitantes se concentra en este nuevo punto de la ciudad. |
|       | Polifórum             |             | El paradero Polifórum recibe su nombre al encontrarse frente al Poliforum León. Tiene una ubicación especial y es el paradero más grande al encontrarse frente a las Instalaciones de la feria y al Estadio León. Su icono es la representación del logotipo del Poliforum León, que a su vez representa conceptualmente la idea original del edificio Poliforum. Bajo el nombre de Centro de Exposiciones y Convenciones, este recinto se creó en 1978 como una iniciativa de un grupo de industriales del sector del calzado y desde entonces ha sido testigo del crecimiento e historia de la ciudad de León. En su haber ha teñido varias y mejoradas ampliaciones, siendo la más importante la del 2000. |
|       | Bugambilias           |             | El paradero Bugambilias recibe su nombre al encontrarse en la Colonia del mismo nombre. Su icono representa tres flores de bugambilia, las cuales son enredaderas de porte arbustivo que miden de 1 hasta 12 m de altura, y que crecen en cualquier terreno. |
|       | Manzanares            |             | El paradero Manzanares recibe su nombre al encontrarse en la colonia Parque Manzanares en la ciudad de León Gto. Su icono representa tres manzanas, aque a su vez son el fruto comestible de los manzanos, los cuales se cultivan en todo el mundo y son las especies más cultivadas en el género Malus. |
|       | San Pedro             |             | El paradero San Pedro recibió su nombre al haber estado ubicado sobre el Blvd. López Mateos a unos pasos del Blvd. San Pedro. El icono de este paradero representaba el escudo de San Pedro como Jerarca de la iglesia católica. Conformado de una tiara papal, así como las llaves del reino de los cielos. El paradero de San Pedro fue cerrado como parte de la remodelación del SIT en diciembre de 2022. |
|       | Deportiva             |             | El paradero Deportiva recibe su nombre al encontrarse frente a la Deportiva del Estado Enrique Fernández Martínez. Su icono es el logotipo de los Juegos Olímpicos, cada aro representa un continente que participa en esta justa deportiva. La deportiva del estado fue inaugurada en 1963, un total de 33.6 hectáreas se destinaron al deporte y comenzó a escribirse la historia de esta unidad deportiva, inaugurada por el entonces presidente de la república Adolfo López Mateos y el gobernador Juan José Torres Landa. |
|       | Julián de Obregón     |             | El paradero Julián de Obregón recibe su nombre al estar en la colonia industrial del mismo nombre. Su icono representa dos zapatos, tanto femenino como masculino, haciendo alusión a que en dicha zona se encuentra un gran número de fábricas de elaboración de calzado. Cada día el paradero Julián De Obregón tiene una afluencia de 5800 usuarios, esto principalmente por la cercanía con la zona industrial y la zona comercial. |
|       | Cerrito de Jerez      |             | El paradero Cerrito de Jerez recibe su nombre al estar a los pies del Cerro de Jerez, al sur de la ciudad, que se encuentra junto al Distribuidor Vial Juan Pablo II. Su icono representa la imagen del cerro, con su característica antena. La antena que se encuentra en la cima del cerro pertenece a Televisa del Bajío, la cual tiene sus instalaciones en la zona. |
|       | Terminal Delta        |             | La terminal Delta recibe su nombre al encontrarse en el Blvd. Delta, al sur de la ciudad. Su icono representa el símbolo de Delta, 4.ª letra del alfabeto griego y que se escribe Δ. La estación delta es una de las 5 estaciones de transferencia del Sistema Integrado de Transporte, es la estación inicial/final de varias líneas del sistema troncal, así como de varias rutas auxiliares y alimentadoras. Es la estación de transferencia más grande de todo el sistema. |

## Línea 2  -San Jerónimo. Delta por Blvd. Miguel Hidalgo
| Icono | Estación              | Transbordos | Descripción |
| ----- | --------------------- | ----------- | --- |
|       | Terminal San Jerónimo |             | La estación recibe su nombre por encontrase en la Colonia San Jerónimo en la zona Norte de la ciudad. Su icono representa a San Jerónimo, Quien fue Padre y doctor de la Iglesia especialmente recordado como autor de la Vulgata, una célebre traducción al latín de las Sagradas Escrituras destinada a tener una amplísima difusión más allá incluso de la Edad Media. La Terminal San Jerónimo se encuentra en la calle Juan de Barrera. La principales vialidades que colindan con la terminal son el Blvd. Miguel Hidalgo, Blvd. Campestre y Blvd. Juan Alonso de Torres. Cuenta con servicios de Tesorería Municipal, SAPAL y Pagobús. |
|       | Guanajuato            |             | El paradero Guanajuato recibe su nombre, al encontrarse en el Blvd Hidalgo esq Blvd Guanajuato. Su icono representa la silueta de dos ranas en perfil. Haciendo alusión al significado de la palabra “Guanajuato” que en purépecha significa “Lugar montañoso de ranas” Guanajuato deriva de Quanaxhuato, que en purépecha significa “Lugar montuoso de ranas” o “Lugar de muchos cerros”. Debe su fundación a los reales de minas del siglo XVI que al paso del tiempo la convirtieron en el centro minero más importante de la Nueva España. |
|       | Los Reyes             |             | El paradero Los Reyes recibe su nombre al ubicarse en la zona comúnmente conocida como “Los Reyes”, en la colonia Héroes de Chapultepec. Su icono representa la silueta de los 3 reyes magos que aparecen en la biblia. Se le conoce a la zona “Los Reyes” por que así la gente se refería al templo de la Santísima Trinidad ubicado en la mencionada zona, nunca se hizo una relación a los reyes de oriente que le llevan regalos al niño Dios, si no a las 3 personas de la santísima Trinidad a la cual la gente les llamada Los reyes |
|       | Malecón               |             | El paradero Malecón recibe su nombre al encontrarse en Blvd. Miguel Hidalgo esquina con Malecón del Río de los Gómez. Su icono representa la silueta del puente peatonal llamado "Mazatlán" que cruza el río, ubicado en la colonia La Florida. La parte más antigua del malecón en la actualidad es la que está ubicada a la altura de El Coecillo y se pueden observar los materiales que se utilizaron debido al desgaste que ya tienen algunos muros después de 130 años y algunas inundaciones después. León era conocido por sus grandes inundaciones. |
|       | Moctezuma             |             | El paradero Moctezuma recibe su nombre al encontrarse en la calle Miguel Hidalgo esq Moctezuma, en la colonia Obregón. Su icono representa la silueta del comúnmente conocido Penacho de Moctezuma. Por su tamaño, es considerado junto a Hospital General como un micro paradero, ya que solo por una puerta se realiza el ascenso y descenso de pasajeros. Se conoce como Penacho de Moctezuma a un quetzalapanecáyotl o tocado de plumas de quetzal engarzadas en oro, que según la tradición perteneció al tlatoani Moctezuma Xocoyotzin y en total tiene más de 222 plumas de quetzal. |
|       | Hospital General      |             | El paradero Hospital General recibe su nombre al encontrarse a unos metros del antiguo Hospital General Regional de León. Su icono representa la Vara de Escapulario, el cual es el símbolo de la medicina. Por su tamaño, es considerado junto a Moctezuma como un micro paradero, ya que solo por una puerta se realiza el ascenso y descenso de pasajeros. La inauguración oficial del hospital se realizó el 5 de septiembre de 1955, iniciando labores el 2 de enero de 1956 y cerró sus puertas el 26 de julio de 2019. |
|       | Centro Histórico      |             | El paradero Centro Histórico está en las inmediaciones de la Zona Centro de la ciudad, más específicamente sobre el Blvd. Adolfo López Mateos. Su icono es una silueta de la Fuente de los Leones, uno de los monumentos más icónicos y simbólicos de León. La fuente de los leones fue colocada en la Plaza de Fundadores en 1976, año en el cual se conmemoró el cuarto centenario de la fundación de la Ciudad de León. Hecha en cantera, está coronada por una concha sostenida por cuatro leonés acostados, cada león simboliza un siglo. |
|       | Soledad               |             | El paradero Soledad recibe su nombre al estar a metros del Templo de la Virgen de la Soledad, en el Centro Histórico de la ciudad. Su icono representa la silueta de la imagen de la virgen que se venera en dicho templo. En el año de 1588, se comenzó la construcción del santuario de Nuestra Señora de la Soledad, pues fue en ese mismo año, luego de la muerte de don Antonio Rodríguez de Lugo, uno de los primeros fundadores de la Villa de León, que se dio a conocer que este habría dejado asentado en su testamento que a su muerte, se tomara lo necesario de su herencia para que se construyera una Ermita dedicada a dicha advocación mariana. |
|       | Reforma               |             | El paradero Reforma recibe su nombre al encontrarse en el Blvd. Aquiles Serdán esquina con Calle Reforma. Su icono represente la carroza del presidente Benito Juárez, Quien es el autor de las Leyes de Reforma. El 17 de mayo, la ciudad de Puebla había caído ante el ejército francés y era inminente la invasión a la Ciudad de México. Así que Benito Juárez decidió que era necesario salir de la ciudad rumbo al norte del país. |
|       | Justo Sierra          |             | El paradero Justo Sierra recibe su nombre al encontrarse en la Av. Miguel Alemán y Calle Justo Sierra, en la colonia centro. Su icono representa la silueta del escritor Justo Sierra Méndez. Justo Sierra Méndez fue un escritor, historiador, periodista, poeta, político y filósofo mexicano, discípulo de Ignacio Manuel Altamirano. Fue decidido promotor de la fundación de la Universidad Nacional de México, hoy Universidad Nacional Autónoma de México. |
|       | Monumento a la Madre  |             | El paradero Monumento a la Madre recibe su nombre al encontrarse frente al conocido monumento ubicado en la Av. Venustiano Carranza. Su icono representa la silueta de dicho monumento. El monumento a la madre fue construido a raíz de una de las historias de León la cual en resumen trata acerca de una joven de quince años, que tiene un romance secreto con un chico pobre que al poco tiempo se va de la ciudad. Lastimosamente, la joven queda embarazada, y su padre se entera a lo que este la maltrata. La chica huye, su padre incendia la casa, y en medio de la tragedia, su bebé llora mientras todo arde. La sociedad leonesa al enterarse de semejante tragedia, solicitaron de manera inmediata a las autoridades el construir un monumento a esa pobre mujer. |
|       | IMSS T-21             |             | El paradero IMSS T-21 recibe su nombre al encontrarse frente al Hospital General de Zona IMSS T-21, ubicado en la colonia Los Fresnos. Su icono son la silueta de Palmeras, plantas que se ubican sobre el Blvd. Venustiano Carranza y son icónicas de la zona. En 1976 comenzó actividades con cuatro especialidades: Cirugía, Medicina Interna, Pediatría y Gineco-obstetricia. En 1981 se conformó como Hospital General de Zona con Medicina Familiar (UMF). |
|       | Los Fresnos           |             | El paradero Los Fresnos recibe su nombre al encontrarse en la Colonia Los Fresnos, sobre el Blvd. Venustiano Carranza. Su iconografía representa la silueta de dos árboles de dicha especia, los cuales son árboles que pueden medir desde los 15 hasta los 20 metros de altura, de tronco recto y cilíndrico, con amplia copa. Sus semillas están contenidas en una sámara.. |
|       | San Miguel            |             | El paradero San Miguel recibe su nombre al encontrarse frente al jardín del tradicional y fundacional barrio de San Miguel, en León. Su icono representa la silueta de San Miguel Arcángel, patrono del barrio. |
|       | Tierra Blanca         |             | El paradero Tierra Blanca recibe su nombre al encontrarse en la Calle Tierra blanca esquina con Blvd Mariano Escobedo, en el barrio de San Miguel. Su icono representa la mano de un San Migueleano trabajando en tierra de color blanco. |
|       | Preparatoria          |             | El paradero Preparatoria recibe su nombre al encontrarse junto a la Escuela de Nivel Medio Superior de León, Comúnmente conocida como Preparatoria Oficial. Su icono representa el escudo de la Universidad de Guanajuato, también emblema de la ENMS León. |
|       | Buenos Aires          |             | El paradero Buenos Aires recibe su nombre al encontrarse en el Blvd. Mariano Escobedo, en la colonia Buenos Aires. Su icono es la silueta de dos personas bailando tango, el cual es el baile tradicional de Argentina. |
|       | Sapal                 |             | El paradero Sapal recibe su nombre al encontrarse a unos pasos de las oficinas principales del Sistema de Agua Potable y Alcantarillado de León. Su icono representa la silueta de varios chorros de agua levantándose en tipo fuente. |
|       | Francisco Villa       |             | El paradero Francisco Villa recibe su nombre al ubicarse sobre el Blvd Mariano Escobedo esquina con Blvd Francisco Villa. Su icono es la silueta de Francisco Villa, Caudillo de la revolución mexicana. |
|       | Centro Ciudadano      |             | El paradero Centro Ciudadano recibe su nombre al encontrarse frente al Centro Ciudadano y de Trámites de León. Su icono son la silueta de varias personas, representando a la ciudadanía de León. |
|       | Azteca                |             | El paradero Azteca recibe su nombre al encontrarse en el Blvd. Mariano Escobedo, en la colonia Azteca. Su icono es la silueta de la Piedra del Sol, o mejor conocido Calendario azteca. |
|       | ISSSTE                |             | El paradero ISSSTE recibe su nombre al ubicarse en el Blvd. Juan José Torres Landa, a unas cuadras de la Clínica Regional ISSSTE León. Su icono representa la silueta de una Toca, el cual es un elemento del uniforme de enfermería, es símbolo de competencia profesional y de responsabilidad civil en cada acto profesional del cuidado. |
|       | San Isidro            |             | El paradero San Isidro recibe su nombre al ubicarse sobre el Blvd. Juan José Torres Landa, en la colonia San Isidro de Jerez. Su icono representa la silueta de una Fubila de Alovera, el cual era un broche o imperdible de oro, bronce y vidrio utilizado para unir la vestimenta, estos eran obras de los Orfebres Hispanovisigodos, del cual San Isidro labrador pertenecía. |
|       | Paseo de Jerez        |             | El paradero Paseo de Jerez recibe su nombre al encontrarse en el Blvd. Paseo de Jerez, entre el Blvd Adolfo López Mateos y Juan José Torres Landa. Su icono representa un pájaro, esto debido a que los árboles del Blvd Paseo de Jerez albergan una gran cantidad de especies nativas e introducidas de pájaros. Estos se pueden escuchar cantar en las mañanas y durante los atardeceres. |
|       | Bocanegra             |             | El paradero Bocanegra recibe su nombre al encontrarse en el Blvd Paseo de Jerez, entre Mariano Escobedo y González Bocanegra. Su icono representa la prodigiosa pluma del poeta Francisco González Bocanegra, el cual fue el máximo creador de uno de los legados históricos más importantes del país: el himno nacional. |
|       | Deportiva             |             | El paradero Deportiva recibe su nombre al encontrarse frente a la Deportiva del Estado Enrique Fernández Martínez. Su icono es el logotipo de los Juegos Olímpicos, cada aro representa un continente que participa en esta justa deportiva. La deportiva del estado fue inaugurada en 1963, un total de 33.6 hectáreas se destinaron al deporte y comenzó a escribirse la historia de esta unidad deportiva, inaugurada por el entonces presidente de la república Adolfo López Mateos y el gobernador Juan José Torres Landa. |
|       | Julián de Obregón     |             | El paradero Julián de Obregón recibe su nombre al estar en la colonia industrial del mismo nombre. Su icono representa dos zapatos, tanto femenino como masculino, haciendo alusión a que en dicha zona se encuentra un gran número de fábricas de elaboración de calzado. Cada día el paradero Julián De Obregón tiene una afluencia de 5800 usuarios, esto principalmente por la cercanía con la zona industrial y la zona comercial. |
|       | Cerrito de Jerez      |             | El paradero Cerrito de Jerez recibe su nombre al estar a los pies del Cerro de Jerez, al sur de la ciudad, que se encuentra junto al Distribuidor Vial Juan Pablo II. Su icono representa la imagen del cerro, con su característica antena. La antena que se encuentra en la cima del cerro pertenece a Televisa del Bajío, la cual tiene sus instalaciones en la zona |
|       | Terminal Delta        |             | La terminal Delta recibe su nombre al encontrarse en el Blvd. Delta, al sur de la ciudad. Su icono representa el símbolo de Delta, 4.ª letra del alfabeto griego y que se escribe Δ La estación delta es una de las 5 estaciones de transferencia del Sistema Integrado de Transporte, es la estación inicial/final de varias líneas del sistema troncal, así como de varias rutas auxiliares y alimentadoras. Es la estación de transferencia más grande de todo el sistema. |

## Línea 3 -San Juan Bosco. San Jerónimo
| Icono | Estación                | Transbordos | Descripción |
| ----- | ----------------------- | ----------- | --- |
|       | Terminal San Juan Bosco |             | La terminal San Juan Bosco recibe su nombre al encontrarse en la Colonia San Juan Bosco, a unos pasos del monumento y glorieta del mismo nombre. Su icono representa la silueta de San Juan Bosco, quien fuera un sacerdote, educador y escritor italiano del siglo XIX. Desde esta estación se puede trasladar a otras terminales como Delta, San Jerónimo, Santa Rita, etc. Además mediante sus líneas troncales se puede trasbordar en cualquiera de los paraderos del SIT. |
|       | Vista Hermosa           |             | El paradero Vista Hermosa recibe su nombre al encontrarse en el Blvd San Juan Bosco, en la colonia Vista Hermosa. Su icono representa una sección de calle de dicha colonia, la cual es característica por la vista que se tenía de la ciudad en la década de los 80. |
|       | Santander               |             | El paradero Santander recibe su nombre al encontrarse en el Blvd. San Juan Bosco y Calle Santander, en la colonia San Juan Bosco. Su icono representa la silueta del Faro de Cabo Mayor, el cual está situado en el municipio de Cántabro en Santander, España. Este faro está situado al norte de la ciudad de Santander, y su diseño corrió a cargo de Domingo Rojí para ser finalmente inaugurado el 15 de agosto de 1839. |
|       | Cervantes               |             | El paradero Cervantes recibe su nombre al encontrarse en el Blvd San Juan Bosco y Blvd. Miguel de Cervantes Saavedra. Su icono representa la silueta de Don Miguel de Cervantes Saavedra. El cual fue un novelista, poeta, dramaturgo y soldado español. Está considerado la máxima figura de la literatura española y es universalmente conocido por haber escrito Don Quijote de la Mancha (novela conocida habitualmente como el Quijote), |
|       | Espíritu Santo          |             | El paradero Espíritu Santo recibe su nombre al encontrarse a lado del tradicional Mercado del Espíritu Santo, en la colonia Industrial. Su icono representa la silueta del Espíritu Santo, quien es la tercera persona de la Santísima Trinidad del cristianismo y el cual comúnmente se le representa en forma de paloma. Por su parte, el mercado Espíritu Santo, de inauguró en el año de 1958 en la Colonia Industrial. |
|       | Industrial              |             | El paradero Industrial recibe su nombre al encontrarse en la Av. Valverde y Téllez, en la colonia Industrial. Su icono es la silueta de un engrane, símbolo de la época industrial y de las maquinarias. La colonia industrial se fundó en 1928 en lo que se conocía como las faldas del cerro de Bellavista, los primeros asentamientos residenciales se construyeron alrededor de la famosa Parroquia del Espíritu Santo. |
|       | Valverde y Téllez       |             | El paradero Valverde y Téllez recibe su nombre al encontrarse en la Av. Dr. Emeterio Valverde y Téllez, en la colonia Industrial. Su icono es la silueta de la mitra obispal, puesto que Don Valverde y Téllez fue Obispo de la diócesis de León. Emeterio Valverde y Téllez fue un filósofo, historiador, bibliófilo y académico mexicano. Fue obispo de León durante casi cuarenta años, en los cuales realizó e inicio las mayores obras de la diócesis, tales como el inicio de la construcción del Monumento a Cristo Rey en el cerro del cubilete y el inicio del Templo Expiatorio en la calle madero.                                 |
|       | Parque Hidalgo          |             | El paradero Parque Hidalgo está en las inmediaciones del parque de mismo nombre, en la intersección de la Av. Chapultepec y Blvd. López Mateos dentro de la colonia Obregón. El icono representa el busto de una escultura de cuerpo completo del Padre de la Patria, Don Miguel Hidalgo y Costilla. Dicha escultura se encuentra en la explanada principal de dicho parque. |
|       | IMSS T-1                |             | El paradero IMSS T-1 está ubicado sobre el Bvd. López Mateos frente a las instalaciones de Unidad Médica de Alta Especialidad n.º 1 del Instituto Mexicano del Seguro Social. Su icono representa la silueta de la icónica fuente que se encuentra en la glorieta frente a la clínica, en los cruces del Paseo de los Insurgentes y el Blvd. Adolfo López Mateos. |
|       | Insurgentes             |             | El paradero Insurgentes recibe su nombre al encontrarse a unos metros del Blvd. Paseo de los Insurgentes, al norte de la ciudad. Su icono representa una antorcha siendo levantada, en representación al Monumento al Pípila ubicado en Guanajuato. |
|       | Los Gómez               |             | El paradero Los Gómez, recibe su nombre al ubicarse a unos metros del cruce del Blvd. Campestre y el Malecón del Río de los Gómez, en el norte de la ciudad El icono es un corte transversal del actual arrollo del río de los Gómez, compuesto por las paredes del cauce y el agua que lleva el río |
|       | Terminal San Jerónimo   |             | La estación recibe su nombre por encontrase en la Colonia San Jerónimo en la zona Norte de la ciudad. Su icono representa a San Jerónimo, Quien fue Padre y doctor de la Iglesia especialmente recordado como autor de la Vulgata, una célebre traducción al latín de las Sagradas Escrituras destinada a tener una amplísima difusión más allá incluso de la Edad Media. La Terminal San Jerónimo se encuentra en la calle Juan de Barrera. La principales vialidades que colindan con la terminal son el Blvd. Miguel Hidalgo, Blvd. Campestre y Blvd. Juan Alonso de Torres. Cuenta con servicios de Tesorería Municipal, SAPAL y Pagobús. |

## Línea 4 -San Juan Bosco. Delta
| Icono | Estación                | Transbordos | Descripción |
| ----- | ----------------------- | ----------- | --- |
|       | Terminal San Juan Bosco |             | La terminal San Juan Bosco recibe su nombre al encontrarse en la Colonia San Juan Bosco, a unos pasos del monumento y glorieta del mismo nombre. Su icono representa la silueta de San Juan Bosco, quien fuera un sacerdote, educador y escritor italiano del siglo XIX. Desde esta estación se puede trasladar a otras terminales como Delta, San Jerónimo, Santa Rita, etc. Además mediante sus líneas troncales se puede trasbordar en cualquiera de los paraderos del SIT. |
|       | Vista Hermosa           |             | El paradero Vista Hermosa recibe su nombre al encontrarse en el Blvd San Juan Bosco, en la colonia Vista Hermosa. Su icono representa una sección de calle de dicha colonia, la cual es característica por la vista que se tenía de la ciudad en la década de los 80'. |
|       | Santander               |             | El paradero Santander recibe su nombre al encontrarse en el Blvd. San Juan Bosco y Calle Santander, en la colonia San Juan Bosco. Su icono representa la silueta del Faro de Cabo Mayor, el cual está situado en el municipio de Cántabro en Santander, España. Este faro está situado al norte de la ciudad de Santander, y su diseño corrió a cargo de Domingo Rojí para ser finalmente inaugurado el 15 de agosto de 1839. |
|       | Cervantes               |             | El paradero Cervantes recibe su nombre al encontrarse en el Blvd San Juan Bosco y Blvd. Miguel de Cervantes Saavedra. Su icono representa la silueta de Don Miguel de Cervantes Saavedra. El cual fue un novelista, poeta, dramaturgo y soldado español. Está considerado la máxima figura de la literatura española y es universalmente conocido por haber escrito Don Quijote de la Mancha (novela conocida habitualmente como el Quijote), |
|       | Espíritu Santo          |             | El paradero Espíritu Santo recibe su nombre al encontrarse a lado del tradicional Mercado del Espíritu Santo, en la colonia Industrial. Su icono representa la silueta del Espíritu Santo, quien es la tercera persona de la Santísima Trinidad del cristianismo y el cual comúnmente se le representa en forma de paloma. Por su parte, el mercado Espíritu Santo, de inauguró en el año de 1958 en la Colonia Industrial. |
|       | Industrial              |             | El paradero Industrial recibe su nombre al encontrarse en la Av. Valverde y Téllez, en la colonia Industrial. Su icono es la silueta de un engrane, símbolo de la época industrial y de las maquinarias. La colonia industrial se fundó en 1928 en lo que se conocía como las faldas del cerro de Bellavista, los primeros asentamientos residenciales se construyeron alrededor de la famosa Parroquia del Espíritu Santo. |
|       | Valverde y Téllez       |             | El paradero Valverde y Téllez recibe su nombre al encontrarse en la Av. Dr. Emeterio Valverde y Téllez, en la colonia Industrial. Su icono es la silueta de la mitra obispal, puesto que Don Valverde y Téllez fue obispo de la diócesis de León. Emeterio Valverde y Téllez fue un filósofo, historiador, bibliófilo y académico mexicano. Fue obispo de León durante casi cuarenta años, en los cuales realizó e inicio las mayores obras de la diócesis, tales como el inicio de la construcción del Monumento a Cristo Rey en el cerro del cubilete y el inicio del Templo Expiatorio en la calle madero.                                                                                                 |
|       | Apolo                   |             | El paradero Apolo se localiza en la colonia Obregón a unos metros de la calle homónima de donde proviene su nombre. El icono de la estación representa los rayos de luz que irradian de la cabeza del dios griego Apolo los cuales simbolizan que es el dios solar, el cual es descrito como el dios de las artes, del arco y la flecha, que amenazaba o protegía desde lo alto de los cielos, siendo identificado con la luz de la verdad. |
|       | Centro Histórico        |             | El paradero Centro Histórico está en las inmediaciones de la Zona Centro de la ciudad, más específicamente sobre el Blvd. Adolfo López Mateos. Su icono es una silueta de la Fuente de los Leones, uno de los monumentos más icónicos y simbólicos de León. La fuente de los leones fue colocada en la Plaza de Fundadores en 1976, año en el cual se conmemoró el cuarto centenario de la fundación de la Ciudad de León. Hecha en cantera, está coronada por una concha sostenida por cuatro leonés acostados, cada león simboliza un siglo. |
|       | Hermanos Aldama         |             | El paradero Hermanos Aldama es uno de los más importantes de toda la red debido a su localización entre las calles Hermanos Aldama y Donato Guerra sobre el Blvd. López Mateos en la Zona Centro. Concentra, junto con el paradero Expiatorio, al menos cinco transbordos a otras rutas troncales. Su nombre proviene de una de las calles entre las cuales se ubica. Su icono son las siluetas de los hermanos Juan Aldama e Ignacio Aldama, insurgentes que participaron en la Guerra de Independencia y quienes eran oriundos de esta ciudad, pues vivieron en la casa no. 122 de la actual calle Hnos. Aldama, durante su estancia Juan Aldama se casó con Josefa Marmolejo, originaria de León.          |
|       | Expiatorio              |             | El paradero Expiatorio se encuentra entre las calles Gral. Ignacio Zaragoza y el Malecón del Río de los Gómez sobre Blvd. López Mateos. Su nombre proviene por encontrarse a escasos metros del Templo Expiatorio Diocesano del Sagrado Corazón de Jesús, una iglesia de estilo gótico neoclásico y gran referente de la ciudad. Su icono representa una de las fachadas del templo tal cual se encontraba la obra en 2003, sin torres y con remates incompletos. “El Expiatorio" es un templo dedicado al Sagrado Corazón de Jesús, y uno de los iconos más reconocibles de León. Su construcción comenzó el 8 de julio de 1921 y fue concluida el 20 de marzo de 2012 con la visita del Papa Benedicto XVI  |
|       | Trigo                   |             | El paradero Trigo recibe su nombre, puesto que en la primera etapa del SIT la estación estaba ubicada sobre la Calle Trigo esq. con López Mateos. Su iconografía representa la planta de trigo, el cual es uno de los 3 granos más ampliamente producidos a nivel mundial. Con las recientes remodelaciones y reubicaciones de estaciones, actualmente la estación Trigo se localiza a una cuadra de la calle. |
|       | Zona Piel               |             | El paradero Zona Piel recibe su nombre al ubicarse en la Zona Piel de la ciudad. Su icono es una representación abstracta del logotipo de la Zona Piel, que se compone de 6 óvalos únicos a un centro por un círculo. Cada óvalo representa algún producto elaborado con la Piel, los cuales son Chamarras, Bolsas, Zapatos, Carteras, Cintos y Botas. |
|       | Central Camionera       |             | El paradero Central Camionera recibe su nombre al encontrarse a unos metros de la Estación Central de Autobuses de León. Su icono es la silueta de un autobús foráneo. La estación central de autobuses se desarrolló a la par de la Zona Piel, y fue inaugurada en el año 1969 por el alcalde Lorenzo Rodríguez Garza, momento en que desaparecen las terminales de camiones de la zona centro y la llegada de visitantes se concentra en este nuevo punto de la ciudad. |
|       | Polifórum               |             | El paradero Polifórum recibe su nombre al encontrarse frente al Poliforum León. Tiene una ubicación especial y es el paradero más grande al encontrarse frente a las Instalaciones de la feria y al Estadio León. Su icono es la representación del logotipo del Poliforum León, que a su vez representa conceptualmente la idea original del edificio Poliforum. Bajo el nombre de Centro de Exposiciones y Convenciones, este recinto se creó en 1978 como una iniciativa de un grupo de industriales del sector del calzado y desde entonces ha sido testigo del crecimiento e historia de la ciudad de León. En su haber ha teñido varias y mejoradas ampliaciones, siendo la más importante la del 2000. |
|       | Bugambilias             |             | El paradero Bugambilias recibe su nombre al encontrarse en la Colonia del mismo nombre. Su icono representa tres flores de bugambilia, las cuales son enredaderas de porte arbustivo que miden de 1 hasta 12 m de altura, y que crecen en cualquier terreno. |
|       | Manzanares              |             | El paradero Manzanares recibe su nombre al encontrarse en la colonia Parque Manzanares en la ciudad de León Gto. Su icono representa tres manzanas, aque a su vez son el fruto comestible de los manzanos, los cuales se cultivan en todo el mundo y son las especies más cultivadas en el género Malus. |
|       | San Pedro               |             | El paradero San Pedro recibió su nombre al haber estado ubicado sobre el Blvd. López Mateos a unos pasos del Blvd. San Pedro. El icono de este paradero representaba el escudo de San Pedro como Jerarca de la iglesia católica. Conformado de una tiara papal, así como las llaves del reino de los cielos. El paradero de San Pedro fue cerrado como parte de la remodelación del SIT en diciembre de 2022. |
|       | Deportiva               |             | El paradero Deportiva recibe su nombre al encontrarse frente a la Deportiva del Estado Enrique Fernández Martínez. Su icono es el logotipo de los Juegos Olímpicos, cada aro representa un continente que participa en esta justa deportiva. La deportiva del estado fue inaugurada en 1963, un total de 33.6 hectáreas se destinaron al deporte y comenzó a escribirse la historia de esta unidad deportiva, inaugurada por el entonces presidente de la república Adolfo López Mateos y el gobernador Juan José Torres Landa. |
|       | Julián de Obregón       |             | El paradero Julián de Obregón recibe su nombre al estar en la colonia industrial del mismo nombre. Su icono representa dos zapatos, tanto femenino como masculino, haciendo alusión a que en dicha zona se encuentra un gran número de fábricas de elaboración de calzado. Cada día el paradero Julián De Obregón tiene una afluencia de 5800 usuarios, esto principalmente por la cercanía con la zona industrial y la zona comercial. |
|       | Cerrito de Jerez        |             | El paradero Cerrito de Jerez recibe su nombre al estar a los pies del Cerro de Jerez, al sur de la ciudad, que se encuentra junto al Distribuidor Vial Juan Pablo II. Su icono representa la imagen del cerro, con su característica antena. La antena que se encuentra en la cima del cerro pertenece a Televisa del Bajío, la cual tiene sus instalaciones en la zona. |
|       | Terminal Delta          |             | La terminal Delta recibe su nombre al encontrarse en el Blvd. Delta, al sur de la ciudad. Su icono representa el símbolo de Delta, 4.ª letra del alfabeto griego y que se escribe Δ. La estación delta es una de las 5 estaciones de transferencia del Sistema Integrado de Transporte, es la estación inicial/final de varias líneas del sistema troncal, así como de varias rutas auxiliares y alimentadoras. Es la estación de transferencia más grande de todo el sistema. |

## Línea 5 -San Juan Bosco. Santa Rita
| Icono | Estación                 | Transbordos | Características |
| ----- | ------------------------ | ----------- | --------------- |
|       | Terminal San Juan Bosco  |             |                 |
|       | Vista Hermosa            |             |                 |
|       | Santander                |             |                 |
|       | Cervantes                |             |                 |
|       | Espíritu Santo           |             |                 |
|       | Industrial               |             |                 |
|       | Valverde y Téllez        |             |                 |
|       | Parque Hidalgo           |             |                 |
|       | Apolo                    |             |                 |
|       | Soledad                  |             |                 |
|       | Reforma                  |             |                 |
|       | Centro de Salud          |             |                 |
|       | Justo Sierra             |             |                 |
|       | Monumento a la Madre     |             |                 |
|       | IMSS T-21                |             |                 |
|       | Los Fresnos              |             |                 |
|       | Venustiano Carranza      |             |                 |
|       | Gaona                    |             |                 |
|       | Américas                 |             |                 |
|       | Los Limones              |             |                 |
|       | Microterminal Santa Rita |             |                 |

## Línea 6 -Maravillas. Timoteo Lozano por Blvd. Francisco Villa
| Icono | Estación                   | Transbordos | Características |
|       | Terminal Maravillas        |             |                 |
|       | La Salle                   |             |                 |
|       | León I                     |             |                 |
|       | Egipto                     |             |                 |
|       | Vicente Valtierra          |             |                 |
|       | Fray Daniel Mireles        |             |                 |
|       | Héroes de la Independencia |             |                 |
|       | Españita                   |             |                 |
|       | Terminal Timoteo Lozano    |             |                 |
| ----- | -------------------------- | ----------- | --------------- |

## Línea 7 -Maravillas. Timoteo Lozano por Av. Miguel Alemán
| Icono | Estación                   | Transbordos | Características |
|       | Terminal Maravillas        |             |                 |
|       | La Salle                   |             |                 |
|       | León I                     |             |                 |
|       | Egipto                     |             |                 |
|       | Vicente Valtierra          |             |                 |
|       | Fray Daniel Mireles        |             |                 |
|       | Héroes de la Independencia |             |                 |
|       | Españita                   |             |                 |
|       | Polifórum                  |             |                 |
|       | Central Camionera          |             |                 |
|       | Zona Piel                  |             |                 |
|       | Trigo                      |             |                 |
|       | Expiatorio                 |             |                 |
|       | Hermanos Aldama            |             |                 |
|       | Centro Histórico           |             |                 |
|       | Soledad                    |             |                 |
|       | Reforma                    |             |                 |
|       | Centro de Salud            |             |                 |
|       | Justo Sierra               |             |                 |
|       | Monumento a la Madre       |             |                 |
|       | IMSS T-21                  |             |                 |
|       | Los Fresnos                |             |                 |
|       | Villanueva                 |             |                 |
|       | La Luz                     |             |                 |
|       | Terminal Timoteo Lozano    |             |                 |
| ----- | -------------------------- | ----------- | --------------- |

## Línea 8 -Maravillas. Timoteo Lozano por Blvd. Hermanos Aldama
| Icono | Estación                   | Transbordos | Características |
|       | Terminal Maravillas        |             |                 |
|       | La Salle                   |             |                 |
|       | León I                     |             |                 |
|       | Egipto                     |             |                 |
|       | Vicente Valtierra          |             |                 |
|       | Fray Daniel Mireles        |             |                 |
|       | Héroes de la Independencia |             |                 |
|       | Españita                   |             |                 |
|       | Polifórum                  |             |                 |
|       | Central Camionera          |             |                 |
|       | Terminal Timoteo Lozano    |             |                 |
| ----- | -------------------------- | ----------- | --------------- |

## Línea 9 -Portales de la Arboleda. Zona Centro
| Icono | Estación                         | Transbordos | Características |
|       | Terminal Portales de la Arboleda |             |                 |
|       | Microterminal Ibarrila           |             |                 |
|       | Valle del Sol                    |             |                 |
|       | Valle de León                    |             |                 |
|       | Villa Insugentes                 |             |                 |
|       | Guanajuato                       |             |                 |
|       | Los Reyes                        |             |                 |
|       | Malecón                          |             |                 |
|       | Moctezuma                        |             |                 |
|       | Hermanos Aldama                  |             |                 |
|       | Retorno en Paradero Expiatorio   |             |                 |
| ----- | -------------------------------- | ----------- | --------------- |

## Línea 10 -Colonia Real del Castillo. Zona Centro
| Icono | Estación                       | Transbordos | Características |
|       | Colonia Real del Castillo      |             |                 |
|       | Microterminal Ibarrila         |             |                 |
|       | Valle del Sol                  |             |                 |
|       | Valle de León                  |             |                 |
|       | Villa Insugentes               |             |                 |
|       | Guanajuato                     |             |                 |
|       | Los Reyes                      |             |                 |
|       | Malecón                        |             |                 |
|       | Moctezuma                      |             |                 |
|       | Hermanos Aldama                |             |                 |
|       | Retorno en Paradero Expiatorio |             |                 |
| ----- | ------------------------------ | ----------- | --------------- |